# Ecosistema fluviale
L'ecosistema fluviale è l'insieme dei fattori abiotici, corrispondenti alle caratteristiche dell'habitat fluviale (composizione dei fondali, temperatura, litologia e geomorfologia del bacino idrografico, fattori climatici, acqua, etc.), dei fattori biotici corrispondenti alle caratteristiche delle comunità che vivono l'habitat (uomo, fauna, flora) nonché l'insieme delle relazioni che li legano e dei processi dinamici a cui sono soggetti.

## Descrizione
L'acqua è dunque solo una delle componenti di un ecosistema fluviale che assieme alle rive, all'alveo ed agli apporti esterni influenzano la capacità di mantenimento degli equilibri consolidati della flora e della fauna. Il fiume è un ambiente estremamente complesso che scambia continuamente energia e materia con gli altri ambienti terrestri circostanti ed è per questo che viene considerato un "ecosistema aperto". 
Tutte le azioni che portano a semplificare o a ridurre tale complessità tendono anche a ridurre l'efficienza di trasformazione dell'energia all'interno del sistema stesso. Un ecosistema fluviale può subire, a seguito di eventi di origine naturale o antropica, mutazioni dell'equilibrio idrologico-morfologico che si riverberano più in generale su quello ecologico.
Molto pericolose sono poi le mutazioni introdotte alle caratteristiche qualitative degli elementi dell'ecosistema fluviale, in termini non solo di qualità delle acque, ma anche di mantenimento di equilibrati flussi di nutrienti e di sedimenti. Un sistema fluviale in buone condizioni può accogliere una molteplicità di organismi animali e vegetali capaci di usufruire delle risorse a disposizione in uno stato di equilibrio. Quando l'ecosistema fluviale è perturbato si assiste alla riduzione o alla scomparsa delle specie sensibili e alla dominanza di quelle più resistenti agli inquinanti.

### Dimensioni dei sistemi fluviali
L'approccio pluridimensionale ai sistemi fluviali, promosso dall'ecologia fluviale, fa riferimento a quattro specifiche dimensioni: da sponda a sponda, da monte a valle, dalla superficie al fondo e alla dimensione temporale. A queste dimensioni corrispondono altrettante componenti, ossia:
- la componente trasversale legata alla dimensione laterale, costituita dalle interrelazioni con i territori e con le attività che si svolgono negli ambienti attigui;
- la componente longitudinale rappresentata dal susseguirsi di ecosistemi a partire dalla sorgente fino a giungere alla foce;
- la componente verticale connessa alle relazioni tra le acque superficiali e quelle sotterranee;
- la componente temporale fondamentale per evidenziare l'estrema variabilità nel tempo del sistema fiume, conseguente ad eventi climatici, a variazioni stagionali e a manifestazioni improvvise come le piene.

### Valutazione della qualità
L'approccio ai metodi di valutazione della qualità delle acque fluviali ha subito una notevole evoluzione negli ultimi anni. Ai metodi di valutazione della sola “componente ambientale acqua”, si sono aggiunti metodi di valutazione dello “stato ambientale degli ecosistemi fluviali” con lo scopo di individuare strategie che integrassero azioni volte non solo al mantenimento della qualità dell'acqua, ma anche alla salvaguardia e alla valorizzazione del paesaggio e alla conservazione degli ecosistemi e della biodiversità. Sono stati quindi introdotti metodi di indagine basati sulla rilevazione della presenza o assenza di determinati organismi viventi in un ecosistema, cioè basati sulla definizione di "indicatori biologici". Questi hanno il vantaggio di non essere legati al momento del prelievo, ma di registrare anche turbative di varia natura avvenute in tempi anteriori, di avere una vasta applicabilità, un basso costo di esercizio, di essere ripetibili e soprattutto facilmente comprensibili.
Tra i vari metodi sperimentati si è affermato l'indice biotico esteso (IBE). Esso consente di esprimere un giudizio sulla qualità delle condizioni ambientali di un corso d'acqua attraverso il rilevamento della presenza di specifici organismi.
Una nota particolare merita l'Indice di Funzionalità Fluviale o  IFF che attraverso una metodologia di valutazione olistica è in grado di valutare la capacità funzionale, intesa come capacità di esprimere le funzioni ecologiche e le relazioni tra i diversi comparti biotici e abiotici sia del fiume che delle zone riparie, di un ecosistema fluviale. Tale metodo, particolarmente utilizzato come strumento di valutazione, assume grande rilievo come supporto alle decisioni inerenti alla riqualificazione dei corsi d'acqua, la gestione degli ecosistemi fluviali e, non ultimo, la pianificazione territoriale.